# Francelj
Francelj je moško osebno ime.

## Izvor imena
Ime Francelj je različica moškega osebnega imena Frančišek.

## Pogostost imena
Po podatkih Statističnega urada Republike Slovenije je bilo na dan 31. decembra 2007 v Sloveniji število moških oseb z imenom Francelj: 27.

## Osebni praznik
V koledarju je ime Francelj zapisano skupaj z Frančiškom.